# Marquesado de Guadalcázar

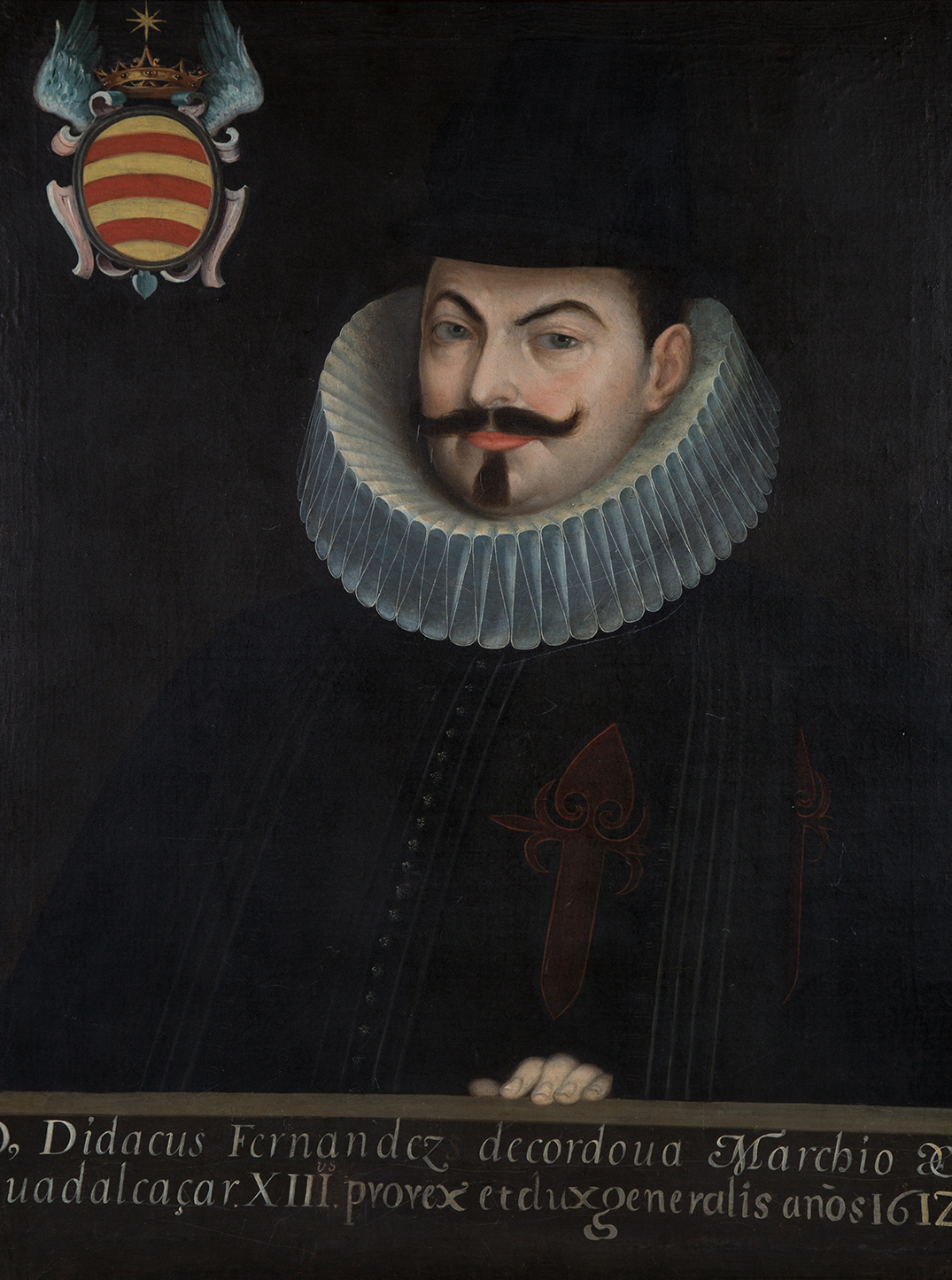
Diego Fernández de Córdoba, I marqués de Guadalcázar

El marquesado de Guadalcázar es el título nobiliario español con grandeza de España concedido por el rey Felipe III el 28 de enero de 1609 a favor de Diego Fernández de Córdoba, X señor de Guadalcázar, virrey de la Nueva España y del Perú, gentilhombre de Su Majestad, caballero de la Orden de Santiago, descendiente de la Casa de Aguilar. 
En 1781 el rey Carlos III le concedió la grandeza de España siendo titular Pedro Alfonso de Sousa de Portugal, IX marqués de Guadalcázar, X señor de Rabanales, embajador del rey en Suecia y Dinamarca y capitán de infantería.
Su nombre se refiere al municipio andaluz de Guadalcázar, en la provincia de Córdoba.

## Historia
La villa de Guadalcázar fue donada por el rey Enrique II a  Gonzalo Fernández de Córdoba y Biedma (1330-1384), IV señor de la Casa de Córdoba y I señor de Aguilar, que la permutó por el señorío de Montilla, con su primo hermano Lope Gutiérrez de Córdoba y Haro (m. 1409), señor de Montilla, Duernas y Santa Cruz, alcalde mayor perpetuo de Córdoba, caballero de la Orden de la Banda y procurador a Cortes por la ciudad de Córdoba, quien fue el tercer hijo de Martín Alfonso de Córdoba el Bueno, señor de Montemayor, Dos Hermanas, Duernas, las Salinas y el Galapagar, y los Heredamientos de la Reina y del Fraile, alférez mayor y alcalde mayor de Córdoba y caballero de la Orden de la Banda, y de su mujer Aldonza López de Haro, señora de Fernán Núñez y Abencalez.
Tras haber edificado una fortaleza en Guadalcázar y haber obtenido permiso real para poblarla con vasallos y feudalizarla, Lope fundó el mayorazgo de Guadalcázar en 1409 a favor de su hijo mayor Martín Alfonso de Córdoba, II señor de dicha casa, estableciéndose en las cláusulas de fundación del mayorazgo la sucesión por estricta agnación masculina, y a falta de ella, ordena que suceda (antes que por línea femenina) la descendencia agnaticia de su hija María Alfonso de Córdoba, mujer de Diego de Sousa de Portugal (tataranieto del rey Alfonso III de Portugal y tío carnal del poderosísimo Enrique de Castilla, duque de Medina Sidonia, hijo ilegítimo del rey Enrique II de Castilla y de Juana de Sousa, su hermana), cuyo hijo fundó la Casa de Rabanales, y en cuya descendencia recaerían los títulos y estados del mayorazgo de Guadalcázar siglos más tarde.
El 28 de enero de 1609 el rey Felipe III elevó el señorío de Guadalcázar a marquesado siendo titular Diego Fernández de Córdoba, X señor de Guadalcázar, virrey de Nueva España y del Perú, caballero de la Orden de Santiago, descendiente patrilineal de Lope Gutiérrez de Córdoba, I señor de Guadalcázar. Sin embargo, la descendencia por línea masculina del primer marqués se extinguió rápidamente, siendo la última Ana Fernández de Córdoba y Benavides, IV marquesa de Guadalcázar, a cuya muerte en 1656 se inició un pleito por la sucesión del título y mayorazgo que duraría nueve años. En dicho pleito intervinieron, entre otros, sus descendientes por línea femenina, a través de sus dos hijas (Mariana Francisca, casada con Francisco Fernández de Córdoba y Rojas, conde de Casa Palma; y Brianda, casada con Baltasar Álvarez de Toledo, conde de Cedillo), saliendo favorecido don Luis Fernández de Córdoba y Santillán, quien en 1665 se le proclamó como sucesor de mejor derecho del mayorazgo y título, por ser descendiente patrilineal de Francisco Fernández de Córdoba, VII señor de Guadalcázar (bisabuelo del primer marqués). 
Sin embargo, a la muerte sin hijos varones de Luis Fernández de Córdoba y Santillán, VI marqués de Guadalcázar, en 1671, se reinició el litigio sobre la tenuta y posesión del título, estado y mayorazgo de la villa de Guadalcázar, entre su hija Josefa Fernández de Córdoba, que murió en la niñez, Leonor Zapata Silva y Guzmán, condesa de Casa Palma, como madre y tutora de su hija Francisca Fernández de Córdoba, condesa consorte de Fuensalida, Alonso Fernández Bocanegra, Fernando Fernández de Córdoba y Juan Alfonso de Sousa de Portugal y Córdoba, VII conde de los Arenales, VI señor de Rabanales, y de la Villa del Río, caballero de la Orden de Alcántara, y veinticuatro de Córdoba (V nieto de María Alfonso de Córdoba y de Diego Alfonso de Sousa, en quien se estableció la segunda línea sucesoria en la fundación del mayorazgo), quien ganó la sentencia y en cuya descendencia recayó y permanece hoy el marquesado de Guadalcázar.
A la muerte de su hijo Vasco de Sousa de Portugal, VIII marqués de Guadalcázar, IV marqués de Hinojares, IV marqués de la Breña, III marqués de Mejorada del Campo, vizconde de la Torre de Guadiamar, en 1707, ocurrió una confusión respecto a la sucesión de sus títulos y estados, pasando éstos a su hija Francisca de Borja, a excepción del marquesado de Guadalcázar, que por razones de la agnación patrilineal obligatoria establecida en el mayorazgo, pasó a su hermano Pedro Alfonso de Sousa de Portugal, IX marqués de Guadalcázar, quien, sin embargo, contrajo matrimonio con su sobrina Francisca de Borja, a la cual algunos historiadores han adjudicado la titulación de Guadalcázar, a pesar de serlo solo como consorte (a diferencia del resto de los títulos en los que sucedió a sus padres). 
Por Real Decreto del 23 de abril de 1780 y Real Despacho del 15 de abril de 1781 el rey Carlos III le concedió la Grandeza de España al marquesado de Guadalcázar siendo su titular el dicho Pedro Alfonso de Sousa de Portugal, IX marqués de Guadalcázar, X señor de Rabanales, embajador de S.M. en Suecia y Dinamarca, capitán de infantería.
En 1831, el Supremo Consejo de Hacienda pleiteó con Isidro Alfonso de Sousa y Guzmán, XII marqués de Guadalcázar la incorporación a la Corona del señorío jurisdiccional y solariego de la villa de Guadalcázar, con todos los derechos y rentas que en ella percibía el referido marqués, por resultas de merced enriqueña (de Enrique II), revirtiendo así dichas mercedes a la Corona como parte del proceso de supresión de los señoríos jurisdiccionales en España.
En 1891 murió en Biarritz sin descendientes Fernando Alfonso de Sousa de Portugal, XIII marqués de Guadalcázar, por lo que se inició otro pleito en la sucesión, que resultó en la titulación de María de la Concepción Wall y Diago, condesa de Armíldez de Toledo (bisnieta del X marqués), y más tarde en su tía carnal María Luisa Wall y Alfonso de Sousa, en cuya descendencia permanece hasta la fecha.   
Sin embargo, en el año 2001, ocurrió un último pleito entre  Olivia de Salamanca y del Amor, marquesa de Villacampo (hija del XVIII marqués), y su tía carnal Asunción de Salamanca y Laffite, por la sucesión del título, resultando en sentencia favorable para la segunda.

## Señores de Guadalcázar
- Lope Gutiérrez de Córdoba y Haro, I señor de Guadalcázar; Casado con  Inés Oter de Lobos y Bahamonde. Les sucede su hijo:
- Martín Alfonso de Córdoba, II señor de Guadalcázar; Casado con  Constanza Fernández de Córdoba y García-Carrillo. Les sucede su hijo:
- Garci Fernández de Córdoba, III señor de Guadalcázar, alcalde Mayor de Córdoba; casado con Aldonza de Benavides y Dávalos. Les sucede su hijo:
- Luis Fernández de Córdoba, IV señor de Guadalcázar; Casado con  Leonor Fernández de Córdoba y Ponce de León. Le sucede su hijo:
- Francisco Fernández de Córdoba, V señor de Guadalcázar; Casado con  Sancha Fernández de Córdoba Rojas y Carrillo. Les sucede su hijo:
- Luis Fernández de Córdoba, VI señor de Guadalcázar; Casado con  Elvira Yáñez de Badajoz y Fernández de Córdoba. les sucede su hijo:
- Francisco de Córdoba, VII señor de Guadalcázar; Casado con  Isabel Galindez de Carvajal y Dávila. Les sucede su hijo:
- Antonio Fernández de Córdoba, VIII señor de Guadalcázar; Casado con  Brianda Manrique Portocarrero. Les sucede su hijo:
- Francisco Fernández de Córdoba (1557-1606), IX señor de Guadalcázar; Casado con  Francisca Melgarejo de Las Roelas. Le sucede su hijo:

## Marqueses de Guadalcázar
- Diego Fernández de Córdoba (1578-6 de octubre de 1630), I marqués de Guadalcázar, Virrey de la Nueva España, del Perú[8] I señor de las Posadas y caballero de la Orden de Santiago.[9]

Casó con Mariana Riederer de Paar y Ahaim. Le sucedió su hijo:
- Francisco Antonio Fernández de Córdoba y Riederer de Paar (Madrid, 22 de junio de 1611-9 de mayo de 1650), II marqués de Guadalcázar[8]. II señor y I conde de las Posadas.[9]

Casó con Luisa de Benavides y Bazán. Le sucedió su hija:
- María de la O Fernández de Córdoba y Benavides (m. 3 de noviembre de 1654), III marquesa de Guadalcázar.[8] y III condesa de las Posadas, sucediendo a su hermano Diego que falleció sin descendencia antes que su padre en 1630.[9] Le sucede su hermana:

- Ana Fernández de Córdoba y Benavides (m. 9 de mayo de 1656), IV marquesa de Guadalcázar[8] y IV condesa de las Posadas.[9] Le sucedió su tía:[8]

- Mariana Francisca Fernández de Córdoba (m. 15 de junio de 1660), V marquesa de Guadalcázar.[8]

Casó con Francisco Fernández de Córdoba y Guzmán, conde de Casa Palma. Sin descendencia. Le sucedió, por sentencia, en 1665, su sobrino:
- Luis Fernández de Córdoba y Santillán (Ica, c. 1606-17 de octubre de 1671), VI marqués de Guadalcázar.[8][10]

Casó en 11 de abril de 1667 con Inés María de Portocarrero y Bocanegra (m. 1687). Después de enviudar, Inés María contrajo un segundo matrimonio con Juan de Baeza Manrique de Luna, II marqués de Castromonte, sin desdencendia de este matrimonio. A la muerte del VI marqués en 1671, le sucedió su hija que falleció siendo niña, antes que su madre:
- Josefa Fernández de Córdoba (c. 1668-1672/antes de 1687), VII marquesa de Guadalcázar.[10][8]  A la muerte de su padre en 1671, hubo un largo pleito, que se resolvió en 1730, por el mayorazgo, que finalmente se adjudicó a Juan Alfonso de Sousa de Portugal y Manuel de León Lando.[11] Le sucedió:

- Vasco Alfonso de Sousa Fernández de Córdoba Íñiguez de Cárcamo (m. 1707), VIII marqués de Guadalcázar y VIII conde de los Arenales, cuyo padre pleiteó y ganó la sucesión de Guadalcázar.

Casó con María Manuel Ruiz de León y Velasco. Le sucedió su hijo:
- Juan Alfonso de Sousa de Portugal y Manuel de León y Lando, IX marqués de Guadalcázar. Le sucede su hijo:

- Vasco Alfonso de Sousa de Portugal Fernández del Campo Manuel de Lando y Alvarado, X marqués de Guadalcázar y IV marqués de Hinojares. Le sucede su hermano:

- Pedro Alfonso de Sousa de Portugal y Fernández del Campo, XI marqués de Guadalcázar, grande de España.[2][13]

- Rafael Antonio Alfonso de Sousa de Portugal y Sousa de Portugal, XII marqués de Guadalcázar, grande de España.

- Rafael Alfonso de Sousa, XIII marqués de Guadalcázar, grande de España.

Casó con en primeras nupcias el 11 de agosto de 1789 con María Isidra de Guzmán y de la Cerda. Contrajo un segundo matrimonio con Margarita de Godeau de Entraigues. Le sucedió su hijo del primer matrimonio:
- Isidro Alfonso de Sousa y Guzmán (1797-1870), XIV marqués de Guadalcázar, grande de España. Sin descendencia, le sucedió su medio hermano:[14]

- Fernando Alfonso de Sousa de Portugal Godeau (Burgos, 25 de julio de 1809-Biarritz, 28 de noviembre de 1891), XV marqués de Guadalcázar,[14]  marqués de Hinojares[14] grande de España, gran cruz de Carlos III, senador por derecho propio en 1877.[14] A su muerte, sin descendentes, se originaron litigios por la sucesión de los títulos.

- María de la Concepción de los Dolores Wall y Diago, XVI marquesa de Guadalcázar, grande de España, VIII condesa de Armíldez de Toledo (1871), IX marquesa de la Cañada, IX marquesa de Mejorada del Campo (1924), II marquesa Pontificia San Martín de la Ascensión-Loinaz.

Casó con Juan Bastilla Castillejo y Sánchez de Teruel, IV conde de Floridablanca, VIII conde de Villa Amena de Cozbíjar, grande de España. A pesar de tener descendencia, sucedió por sentencia su tía:
- María Luisa Wall y Alfonso de Sousa (m. 1915),[15] XVII marquesa de Guadalcázar, grande de España.

Casó con don Francisco Javier de Salamanca y Negrete, conde de Torre-Manzanal. Le sucedió su nieto:
- Luis de Salamanca y Ramírez de Haro, XVIII marqués de Guadalcázar, grande de España. Sin descendencia. Le sucedió su hermano en 1976:

- José de Salamanca y Ramírez de Haro, XIX marqués de Guadalcázar, grande de España[16] y IX conde de Campo Alange.

Casó, hacia 1922, con María de los Reyes Laffitte y Pérez del Pulgar (1902-1986), hija de Rafael Laffitte García de Velasco y de Francisca de Paula Pérez del Pulgar y Ramírez de Arellano. En 1978, por cesión, le sucedió su hijo:
- Antonio Luis de Salamanca y Laffitte (m. 16 de mayo de 2001),[18] XX marqués de Guadalcázar,[19] grande de España, marqués de Villacampo, caballero de la Orden de Malta. Le sucedió su hermana en 2005:

- María Asunción de Salamanca y Laffitte (m. 11 de febrero de 2021)[1] XXI marquesa de Guadalcázar, grande de España[20] y XI marquesa de la Breña.

Casó con Francisco de Paula de Atienza y Peñalver. Le sucedió su nieto, hijo de María de los Reyes Atienza y Salamanca, XI marquesa de la Breña, y de su esposo, Manuel Roca de Togores y Pérez de Guzmán:
- Gonzalo Roca de Togores y Atienza, XXII marqués de Guadalcázar, grande de España[22] y XII marqués de la Breña.[21]